# 71号州际公路
71号州际公路（英語：Interstate 71）是一条南北方向的州际公路。该公路连接了肯塔基州路易维尔和俄亥俄州克里夫兰，全长343.78英里。